# Warmtedood
De warmtedood is een mogelijk 'einde' van het heelal dat wordt veroorzaakt door de toename van de entropie (de tweede wet van de thermodynamica).
Omdat entropie enkel toe kan nemen, en de maximale entropie eindig is, zal het heelal wanneer het op deze maximale entropie is, niet meer veranderen en als zodanig 'dood' zijn. De reden dat dit 'warmtedood' heet, is wellicht omdat warmte de vorm is waarin energie de hoogste entropie kan krijgen, en alle energie dus in warmte is omgezet. De eerste die het idee van een warmtedood naar voren bracht was Hermann von Helmholtz in 1854.
Volgens de huidige scenario's van de warmtedood moet alle materie eerst in zwarte gaten samenkomen, omdat dat de hoogste entropietoestand voor gravitatie is. Deze zwarte gaten verdampen vervolgens door hawkingstraling, waarna de warmtedood optreedt als de resulterende straling in een thermodynamisch evenwicht komt.
Volgens sommige kosmologen zal een warmtedood niet kunnen plaatsvinden doordat de uitdijing van het heelal de maximaal mogelijke hoeveelheid entropie doet toenemen. Als dit sneller gaat dan de daadwerkelijke toename van de entropie, zou het heelal juist verder en verder van een warmtedood afgaan: Big Chill of Big Rip.
Er is nog een ander argument tegen de redenering: de tweede hoofdwet van de thermodynamica zou namelijk juist een gevolg zijn van de uitdijing van het heelal, omdat de uitdijing werkt als absorber van straling en dus de randvoorwaarde bepaalt die een zin geeft aan de tijd, de zogenaamde time arrow. Een argument hiertegen is dan weer, dat CP-symmetrie geschonden wordt en CPT-symmetrie tot dusver in geen enkel experiment, zodat T-symmetrie moet geschonden worden en de tijd dus ook al op subatomaire schaal een zin zou moeten hebben.